# جون هاريسون كلارك
جون هاريسون كلارك (بالإنجليزية: John Harrison Clark)‏ هو مستكشف وفلاح جنوب أفريقي، ولد في 1860 في بورت إليزابيث في جنوب أفريقيا، وتوفي في 1927 في كابوي في زامبيا.